# Blau
El blau (del germànic blau) és un dels tres colors primaris del Model de color RYB (teoria tradicional del color), així com en el Model de color RGB (additiu). Es troba entre el violat i el cian a l'espectre de la llum visible. Es considera un color fred i oposat al taronja. En català se sol usar el terme «blau» per referir-se a qualsevol color del blau al cian. Moltes llengües usen la mateixa paraula per referir-se al blau i al verd, que consideren tonalitats del mateix color. Tonalitats del blau són el blau cel, el blau marí, l'atzur, l'anyil, el cobalt, el cian, el blau elèctric, el blau de Prússia, l'indi o el ceruli. El color turquesa seria un cas clar de la manca de fronteres nítides. El rus, en canvi, considera colors separats el blau fosc i el clar. El blau clar té la longitud d'ona més xicoteta dels tres colors primaris (uns 470 nanòmetres). Un cel clar un dia assolellat està acolorit de blau per la dispersió de Rayleigh de la llum del Sol. Les grans masses d'aigua (H₂O) pareixen blaves perquè la llum roja, al voltant dels 750 nm, hi és absorbida com un harmònic de la vibració O-H. Curiosament, l'aigua pesant (D₂O) és incolora, ja que la banda d'absorció és a una longitud d'ona més llarga (~950 nm).
Un exemple del color blau en l'espai de colors RGB té unes intensitats de [0, 0, 255] en una escala de 0 a 255. El blau és el complementari del groc; els pigments blaus absorbeixen la llum groga.
Les enquestes als EUA i Europa mostren que el blau és el color més associat amb l'harmonia, la fidelitat, la confiança, la distància, l'infinit, la imaginació, el fred i, de vegades, amb la tristesa. En les enquestes d'opinió pública dels EUA i d'Europa és el color més popular, triat per gairebé la meitat d'homes i dones com el seu color preferit. Les mateixes enquestes també van mostrar que el blau era el color. més associat amb la masculinitat, just per davant del negre, i també era el color més associat amb la intel·ligència, el coneixement, la calma i la concentració.

## Ús, simbolisme i expressions col·loquials

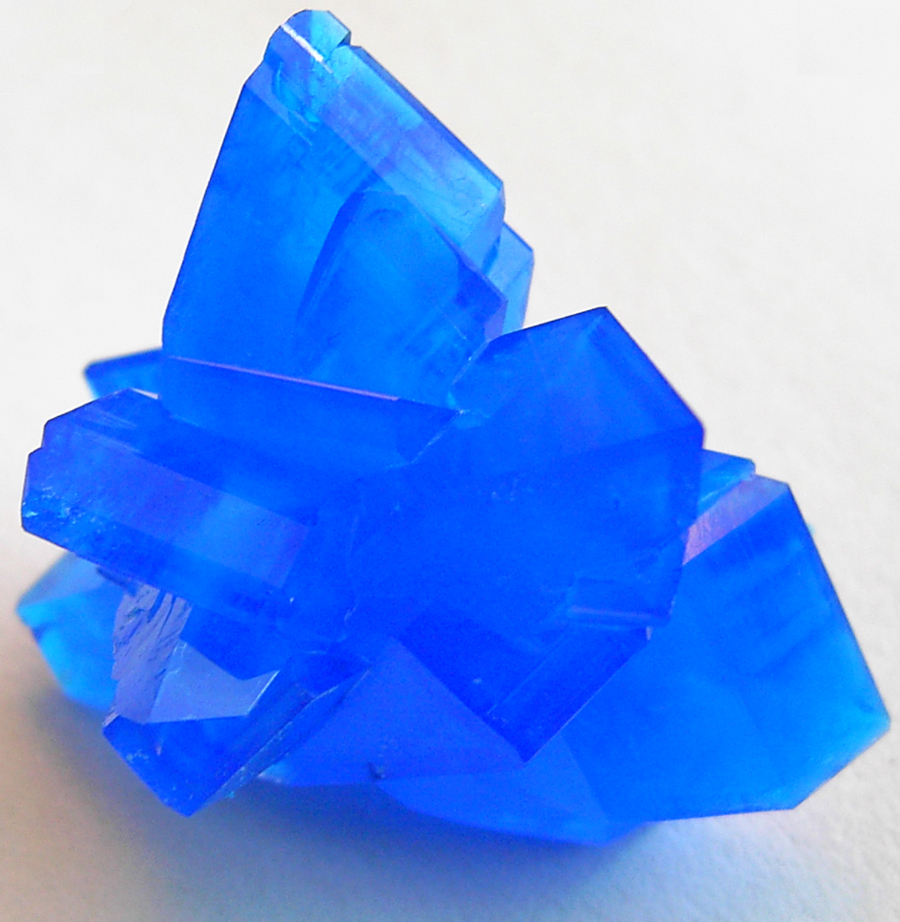
El sulfat de coure pentahidratat és blau

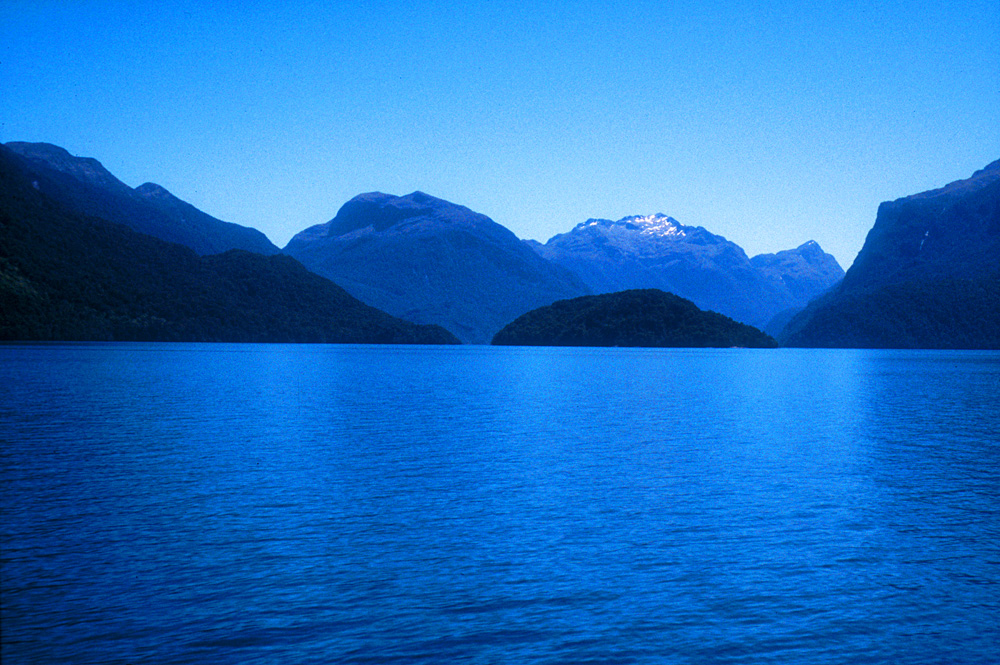
El cel, els llacs i el mar, sovint són blaus

- En català un blau és una equimosi, ço és, una marca blava o violàcia sota la pell deguda a una petita hemorràgia interna produïda per un cop.

- Al País Valencià un blaver (o blavero) és un partidari del secessionisme lingüístic entre les variants dialectals del Principat de Catalunya i les variants valencianes, de la llengua catalana.
- En els països de parla anglesa, l'expressió blues s'usa per a descriure tristesa o melangia.
- El blau és el color dels uniformes de policia a molts països. La policia de la República Popular de la Xina va canviar els seus uniformes de verd a blau a la fi de 1990 per a posar èmfasi en el seu paper civil. El blau és el color de l'uniforme de moltes forces aèries.
- La frase "de sang blava" equival a "de família aristocràtica", ja que una pell blanquinosa i sense pèls permet de distingir les venes blaves.
- Una flor blava és un dels emblemes del romanticisme.
- Els usuaris de Microsoft Windows solen emprar el terme "pantalla blava" per a descriure un ordinador que s'ha quedat blocat.
- A Austràlia vol dir una brega o discussió.
- A Alemanya anar blau vol dir anar begut.
- A França «les bleus» és la selecció francesa de futbol, o bé els formatges blaus.
- Al Japó és sinònim un jove.a
- A Rússia significa ser homosexual (argot).
- És el color dels barrufets.
- Als diagrames mèdics, el blau s'empra per a representar les venes que transporten sang sense oxigen de tornada al cor. La sang sense oxigen realment és violeta rogenca.
- L'azzurro (blau cel) és el color nacional d'Itàlia.
- El "Gegant Blau" (Big Blue) és un malnom d'IBM.
- En la cultura anglosaxona, un llibre blau és qualsevol obra de referència, com un diccionari.
- S'associa als nois i el rosa a les noies.
- El peix blau engloba espècies com la tonyina o la sardina.
- És el color de la puresa i, per tant, el de Maria, mare de Jesús i ha inspirat la bandera de la Unió Europea.
- En política de clau espanyola o francesa si més no, normalment representa l'opció conservadora. En els mapes electorals, el blau representa els següents partits polítics, normalment en oposició al roig:
  - Estat espanyol: Partit Popular
  - Estats Units: Partit Demòcrata
  - Regne Unit: Partit Conservador
- S'associa a la calma, l'estabilitat i la fidelitat.
- Els cascos blaus són les tropes militars que depenen de l'ONU.

## Història del color blau

### Des de l'antiguitat fins a l'alta edat mitjana

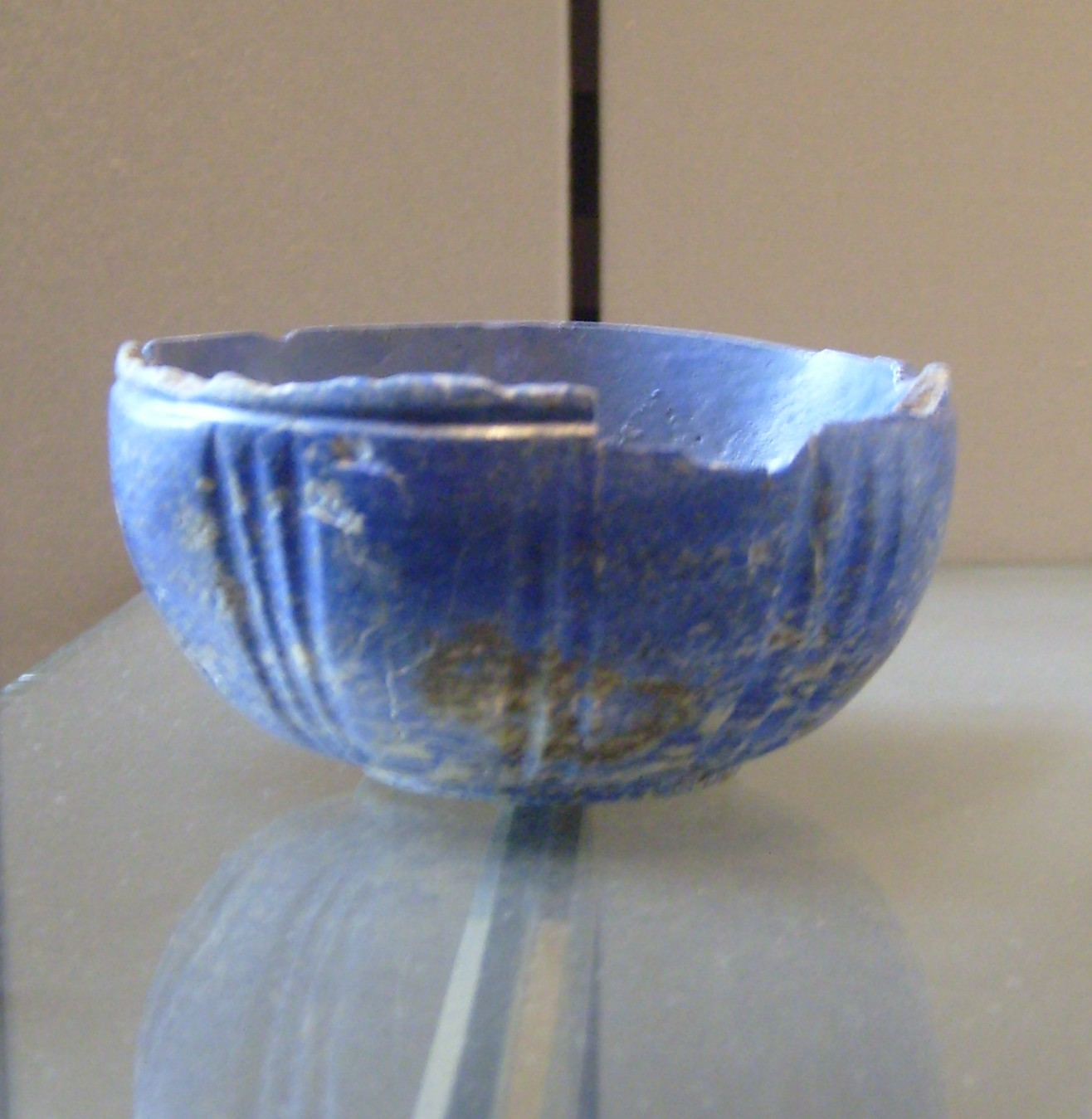
Bol Lapislàtzuli de l'Iran, finals del III - principis del II mil·lenni aC (Museu del Louvre)
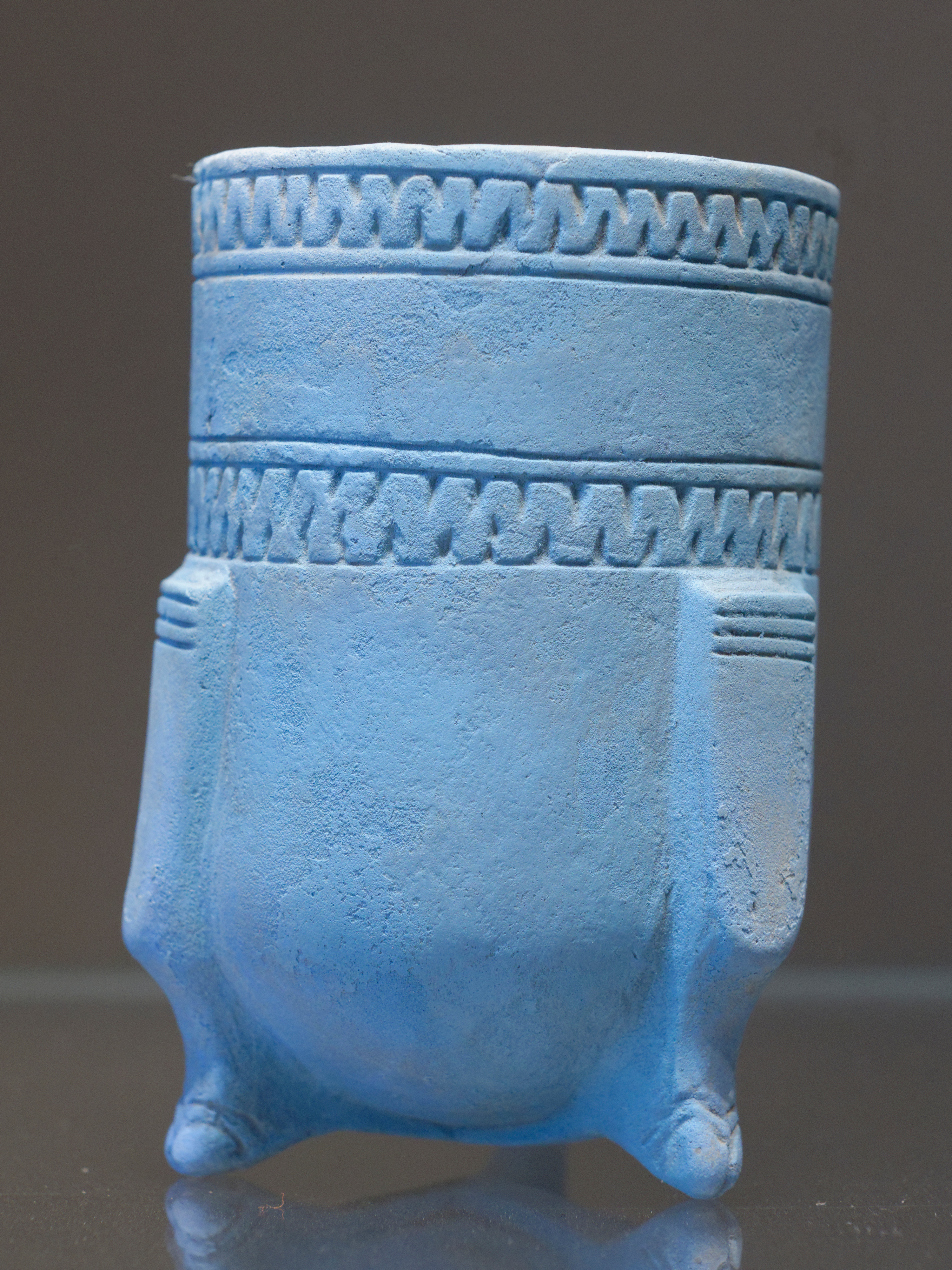
Got trípode blau egipci imitant lapislàtzuli. Sud de Mesopotàmia (1399-1200 aC)
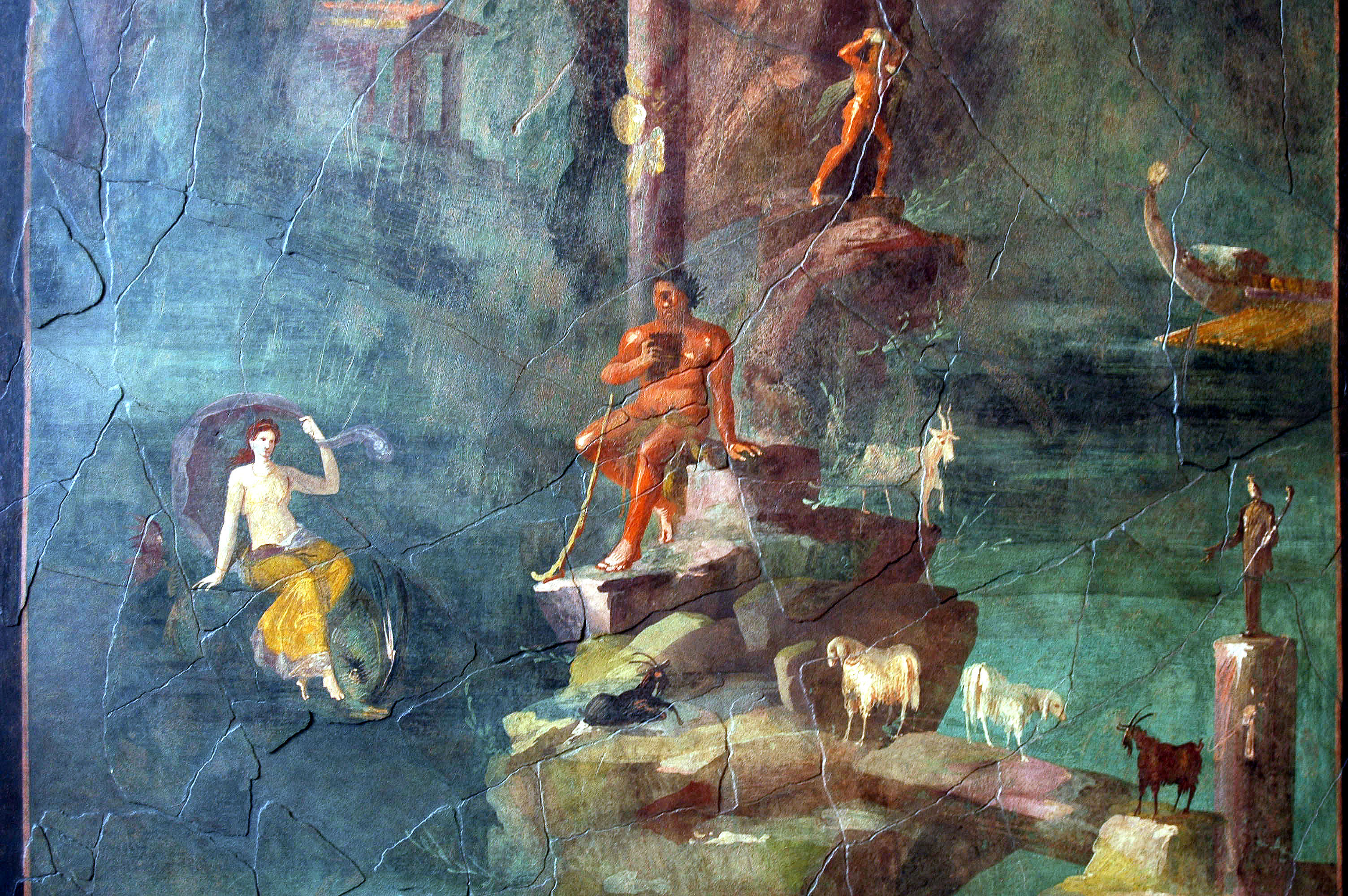
Fresc de Polifem i Galatea, Pompeia, utilitzant el blau egipci (s. I aC) (Museu metropolità)

Ja al mil·lenni VII aC, el lapislàtzuli es va extreure a les mines de Sar-i Sang, a Shortugai, i en altres mines a Badakhshan al nord-est de l'Afganistan.
S'han trobat artefactes de lapislàtzuli, datats al 7570 aC, a Bhirrana, que és el lloc més antic de la civilització de la vall de l'Indus. El Lapislàtzuli era molt apreciada per la Civilització de la vall de l'Indus (7570–1900 aC). S'han trobat comptes de lapislàtzuli en els enterraments del Neolític a Mehrgarh, el Caucas i tan lluny com Mauritània. Es va utilitzar a la màscara funerària de Tutankamon (1341–1323 aC).
Un terme per a blau era relativament rar en moltes formes d'art i decoració antics, i fins i tot en la literatura antiga. Els poetes grecs antics van descriure el mar com a verd, marró o "el color del vi". El color no s'esmentava a l'Antic Testament. Els vermells, negres, marrons i ocres es troben a les pintures rupestres del Paleolític superior, però no els blaus. El blau tampoc es va utilitzar per tenyir teixits fins molt després de vermell, ocre, rosa i morat. Això probablement es deu a la dificultat perenne de fer colorants i pigments blaus. D'altra banda, la raresa del pigment blau el va fer encara més valuós.
Els primers colorants blaus coneguts es van fer a partir de plantes: herba del pastell a Europa, indi a Àsia i Àfrica, mentre que els pigments blaus es feien a partir de minerals, normalment lapislàtzuli o azurita. Els esmalts blaus suposaven un altre repte, ja que els primers colorants i pigments blaus no eren tèrmicament robusts. En ca. 2500 aC, es va introduir l'esmalt blau blau egipci per a la ceràmica, així com per a molts altres objectes. Els grecs van importar colorant indi de l'Índia, anomenant-lo indikon, i van pintar amb blau egipci. El blau no era un dels quatre colors primaris de la pintura grega descrits per Plini el Vell (vermell, groc, negre i blanc). Per als romans, el blau era el color del dol, així com el color dels bàrbars, dels celtes i dels germànics. No és estrany, doncs, que vestir-se de blau es consideri un acte denigrant, fet pel qual els grans senyors no el fan servir en la seva vestimenta, només els pagesos i les persones de baixa condició social. La indiferència cap al color blau s'estén a altres àmbits de la vida quotidiana, en què ni tan sols apareix, com succeeix amb l'antroponímia, la toponímia, la litúrgia, el món dels símbols i els emblemes.
Els celtes i els alemanys es tenyien la cara de blau per espantar els seus enemics i es tenyien els cabells de blau quan es feien grans. Els romans van fer un ús extensiu de l'indi i el pigment blau egipci, com ho demostren, en part, els frescos de Pompeia. Els romans tenien moltes paraules per a varietats de blau, incloent caeruleus, caesius, glaucus, cyaneus, lividus, venetus, aerius i ferreus, però dues paraules, totes dues d'origen estranger, es va convertir en les més perdurable; blavus, de la paraula germànica blau, que en les llengües llatines es va convertir en blu, bleu o blau; i azureus, de la paraula àrab lazaward, que es va convertir en atzur, azul o azzurro.
El blau va ser molt utilitzat en la decoració de les esglésies de l'Imperi Romà d'Orient. En canvi, al món islàmic, el blau era secundari del verd, que es creu el color preferit del Profeta Mahoma. En determinades èpoques a l'Espanya morisca i altres parts del món islàmic, el blau era el color que portaven cristians i jueus, perquè només els musulmans podien vestir de blanc i verd.

### Segles XI-XIV
En l'art i la vida d'Europa durant la primera edat mitjana, el blau va tenir un paper menor. A partir del segle xi comença a haver-hi un augment de l'ús del tons blaus en els vestits i també en la vida quotidiana.
Això es va incrementar entre 1130 i 1140 a París, quan l'Abat Suger va reconstruir la Basílica de Saint Denis. Suger considerava que la llum era la manifestació visible de l'Esperit Sant. Va instal·lar vitralls de colors amb cobalt, que, combinat amb la llum del vidre vermell, omplia l'església d'una llum violeta blavosa. L'església es va convertir en la meravella del món cristià, i el color va passar a ser conegut com el "bleu de Saint-Denis". En els anys següents, es van instal·lar vitralls blaus encara més elegants a altres esglésies, com ara la catedral de Chartres i la Sainte-Chapelle de París. En canvi, però, continua fora dels colors litúrgics, que encara giren al voltant de l'esquema ternari de les societats antigues: el blanc, el vermell i el negre.
Durant el segle xii es comença a associar el blau amb el vestit de la Verge Maria. Aquest fet promociona el color blau, de manera que a principis del segle xiii, alguns personatges il·lustres, com el rei Lluís IX de França "El Sant" o Enric III d'Anglaterra, comencen a utilitzar el blau en els seus vestits i també en els seus escuts d'armes. El blau havia sortit de l'obscuritat per convertir-se en el color reial.

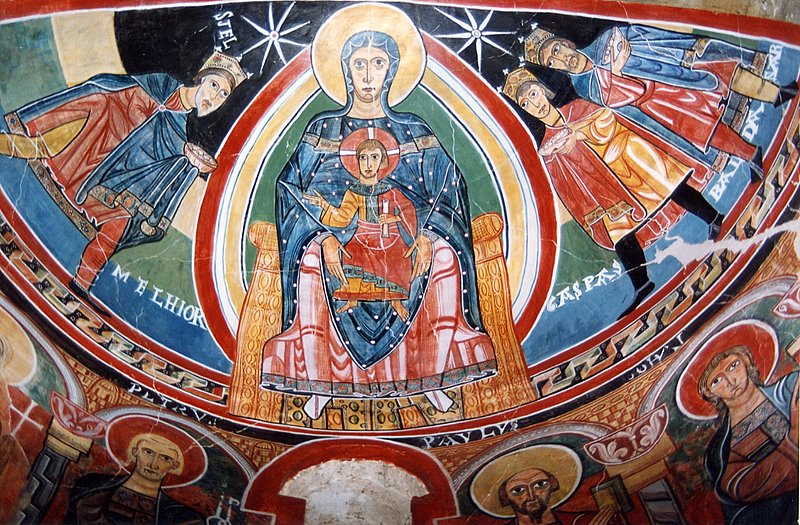
Vestit blau Verge Maria absis Sta. Maria de Taüll (s.XII)

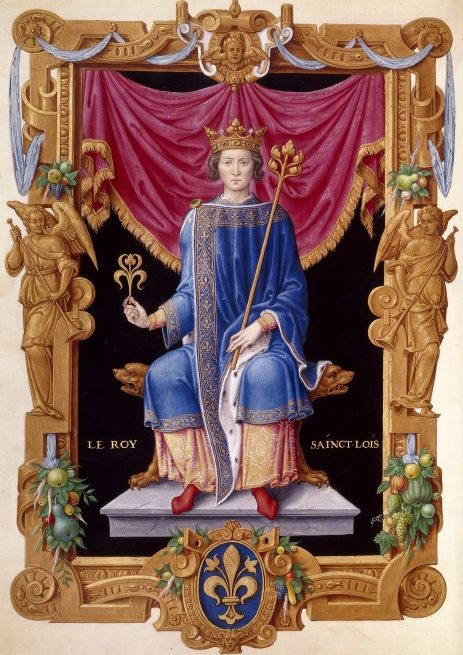
Túnica blava del rei Lluís IX de França

Aquest increment del color blau en tots els aspectes de la vida quotidiana queda reflectit també en la literatura de l'època, tot i que de manera tardana, ja que no és fins a mitjans del segle xiii en què apareixen els primers cavallers vestits de blau a les novel·les artúriques. Aquesta tardança respon al fet que el codi dels colors dels cavallers s'elabora amb anterioritat a aquesta promoció del color blau (un cavaller vermell es relaciona amb un cavaller dolent, un cavaller negre amb un personatge important i un cavaller blanc amb un personatge positiu). Així doncs, fins a mitjan segle xiii, però sobretot al llarg del segle xiv, no apareix el blau a les novel·les de cavalleries. A partir d'aleshores el blau s'associa a personatges valents, lleials i fidels. Fins i tot a les novel·les de cavalleries, el rei Artús vesteix de blau i, a més, porta un escut del mateix color. De fet, el cromatisme adquireix un paper simbòlic i al·legòric en la literatura medieval, ja que determina situacions, estats d'ànim o conceptes.
Aquesta promoció del color blau en la literatura, el qual simbolitza alegria, amor, lleialtat, pau i consol es fa en detriment del color vermell, que perd la seva primacia. S'estableix, doncs, un nou ordre dels colors, en què el blau passa a ocupar un nou espai i deixa enrere el seu paper de color sense interès. Un exemple explícit del nou protagonisme que adquireix el blau el trobem en uns versos del poeta i músic Guillaume de Machaut (1300-1377):
Qui de coulerus saroit a droit jugier
Et dire la droite signefiance,
On deveroit le fin asur prisier
Dessus toutes.
(Qui dels colors entén
i sap el significat,
hauria d'apreciar el bell blau
per sobre de tots.)
Es deixa enrere el sistema ternari de tres colors vigent des de l'Antiguitat fins a l'alta edat mitjana i s'obre camí un nou ordre de colors format per sis colors bàsics (blanc, negre, vermell, blau, verd i groc). Aquest canvi en l'ordre de colors no és casual, sinó que és fruit de canvis importants en l'ordre social i en els sistemes de pensament.

### Segles XV-XVII
En aquest període, les lleis sumptuàries i les normes sobre el vestir distingeixen entre colors prohibits i colors prescrits, els quals serveixen per distingir, des d'una òptica cristina, entre les persones dignes i les indignes (prostitutes, leprosos, bufons, jueus, etc.). Curiosament dins d'aquestes marques discriminatòries no apareix el blau. La justificació que no aparegui té a veure amb el fet que el codi que marca els colors discriminatoris (el blanc, el negre, el vermell, el verd i el groc) és anterior a la promoció del color blau, o sigui, és anterior al segle xii, quan aquest color encara no suscitava cap mena d'interès. En aquest context, el color blau es converteix en un color "moral", ja que no està prohibit ni tampoc prescrit i, per tant, el seu ús no comporta cap connotació negativa.

### Segles XVIII-XXI
A partir del segle xviii, el color blau es converteix en un dels colors més freqüents de la vida quotidiana. El seu ús no es limita només a la roba o a l'art, sinó que va més enllà i aclapara també l'àmbit científic. A més, es converteix en el color preferit dels organismes internacionals (ONU, UNESCO, UE, etc.), perquè s'associa al més pacífic i neutre de tots els colors. També ha estat en aquest període en què el color blau ha adquirit el seu estatus de color fred, a diferència de la consideració de color càlid que tenia a Europa a l'edat mitjana i al Renaixement. En aquest pas de color càlid a color fred ha influït l'associació progressiva del color blau amb l'aigua.

## Termes sobre el blau a les llengües
No totes les llengües empren el mateix tipus de termes bàsics de color, és a dir cada idioma divideix l'espectre cromàtic segons uns paràmetres i termes. Pel que fa al color blau, es poden diferenciar entre:
- Llengües que no tenen cap mot per al matís del blau, ja que empren paraules més genèriques (com l'equivalent al negre o el blanc), com per exemple el kuku-yalanji, una de les Llengües australianes
- Idiomes que agrupen els colors negre, verd i blau amb un únic mot
- Llengües que ajunten els colors verd, groc i blau sota un sol terme, com fa el lele, dins la família de les llengües txadianes orientals
- Idiomes que conceben els colors blau i negre com a tonalitats d'un sol color
- Llengües que usen una sola paraula per cobrir els colors verd i blau (Colexificació)
- Llengües que tenen una paraula per al blau que inclou els tons que usualment agrupa el català
- Llengües que divideixen el que en català és blau entre termes diferents segons la intensitat o tonalitat

## Ceguesa al color blau
Les persones amb dificultats per distingir el color blau s'anomenen tritanòmales. La Tritanòpsia o tritanopia pot consistir en una capacitat parcial de percepció del color blau o en una incapacitat total, depenent de la condició dels cons S de l'individu tritanòmal. Els cons S són les cèl·lules de la retina que perceben les longituds d'ona lumíniques curtes; si són defectuosos, produeixen una ceguesa parcial al blau, i si falten del tot produeixen una ceguesa total a aquest color, o tritanopia.